# Epimedium jingzhouense
Epimedium jingzhouense är en berberisväxtart som beskrevs av G.H.Xia och G.Y.Li. Epimedium jingzhouense ingår i släktet sockblommor, och familjen berberisväxter. Inga underarter finns listade i Catalogue of Life.